# Upper Dunsforth with Branton Green

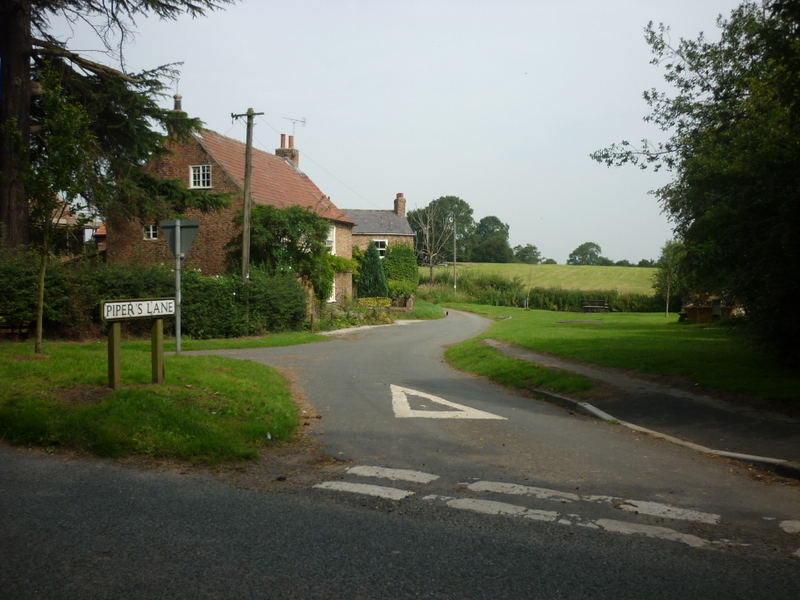
Branton Green

Upper Dunsforth with Branton Green var en civil parish från 1866 till 1960 då den blev en del av Dunsforths, Great Ouseburn och Marton cum Grafton, i grevskapet West Riding of Yorkshire (nu North Yorkshire), i England. Civil parish var belägen 20 km från York och hade 146 invånare år 1951.